# Johann Malfatti

Johann Malfatti

Johann Baptist Malfatti, Edler von Monteregio, getauft als Giovanni Domenico Antonio Malfatti (* 12. Juni 1775 in Lucca, Italien; † 12. September 1859 in Hietzing bei Wien, Österreich) war ein italienisch-österreichischer Mediziner.

## Leben
Der Kaufmannssohn Johann Malfatti studierte Medizin bei Luigi Galvani in Bologna und in Pavia bei Johann Peter Frank, dem er 1795 nach Wien folgte, um eine Stelle als Sekundararzt im Wiener Allgemeinen Krankenhaus anzutreten. Er promovierte 1797, gründete 1802 die Gesellschaft der Ärzte in Wien und machte sich 1804 mit einer eigenen Praxis selbständig. 1809 publizierte er das naturphilosophische Werk Entwurf einer Pathogenie aus der Evolution und Revolution des Lebens.

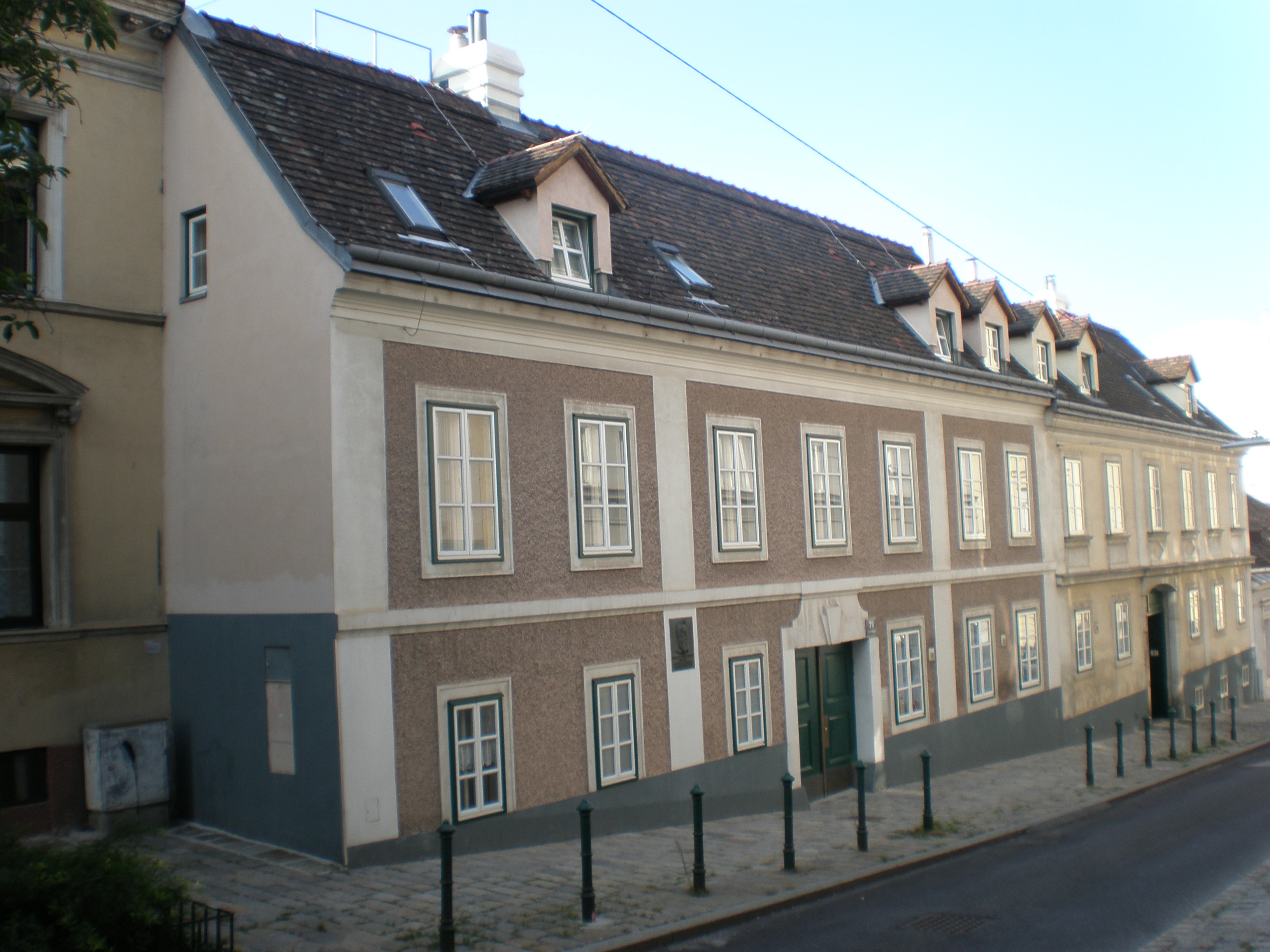
Haus Malfatti, das Wohnhaus des Mediziners in Weinhaus

Während des Wiener Kongresses genoss er einen hervorragenden Ruf und avancierte zum Leibarzt Erzherzog Karls und der Erzherzogin Maria Beatrice von Modena-Este. Am 31. Dezember 1821 heiratete Malfatti in Wien die polnische Gräfin Helena Ostrowska (1794–1826). 1822 wurde die Erzherzogin Taufpatin seiner ersten Tochter und gewährte ihm eine Pension auf Lebenszeit. 1830 betreute er auch den Herzog von Reichstadt. Sein Haus am Küniglberg in Hietzing inspirierte Malfatti zu seinem Adelstitel „Edler von Monteregio“, den er am 10. April 1837 für seine Verdienste um die Wissenschaft erhielt. 1858 wurde er in die Deutsche Akademie der Naturforscher Leopoldina aufgenommen. Sein akademischer Beiname lautete Jordanus Brunus.
Ludwig van Beethoven war seit 1809 mit Malfatti bekannt und konsultierte ihn während der folgenden Jahre mehrmals. Malfatti riet Beethoven 1811 zu einer Kur in Teplitz. Für die Namenstagsfeier seines Arztes am 24. Juni 1814 in dessen Haus im Vorort Weinhaus komponierte Beethoven die Kantate WoO 103 Un lieto brindisi. Im April 1817 kam es wegen Beethovens Misstrauen zu einem Bruch zwischen den beiden und Beethoven nahm Malfattis Dienste erst zehn Jahre später während seiner letzten Krankheit wieder in Anspruch, wobei sich jedoch seine Hoffnungen auf Heilung nicht erfüllten.
Später gehörte Malfatti auch zum Freundeskreis von Frédéric Chopin, der ihn mehrfach in seinen Briefen erwähnt, insbesondere, als er 1830/31 in Wien lebte. Anfang Mai 1831 besuchten Chopin und Johann Nepomuk Hummel den Arzt auf seinem Landsitz. Am 14. Mai 1831 schreibt Chopin der Familie:

„Malfatti ist nämlich mit seinen Kindern aufs Land gefahren. Ihr werdet es nicht glauben, wie schön der Ort ist, an dem er wohnt; heute vor einer Woche war ich mit Hummel bei ihm. Er führte uns auf seinem Landsitz umher, zeigte uns dessen Schönheiten, und als wir auf den höchsten Gipfel des Berges gestiegen waren, wollten wir überhaupt nicht mehr herunter. Der Hof beehrt ihn jedes Jahr mit einem Besuch, und seine Nachbarin ist die Herzogin von Anhalt, die ihn sicherlich um den Garten beneidet. Von der einen Seite sieht man Wien zu seinen Füßen, und zwar so, daß es scheint, es sei völlig mit Schönbrunn verbunden, von der anderen Seite sind hohe Berge, und die darauf verstreuten Dörfer und Klöster lassen einen die Pracht und das lärmende Treiben der Stadt vergessen.“

Malfatti erwarb sich gemeinsam mit seinem Kollegen Franz Wirer von Rettenbach große Verdienste um die Entdeckung österreichischer Heilbäder wie Bad Ischl und Bad Vöslau. Mit den Philosophen Franz von Baader und Friedrich Wilhelm Joseph Schelling sowie dem philosophierenden Naturforscher Lorenz Oken und dem Mediziner und Medizinphilosophen Ignaz Paul Vitalis Troxler stand Malfatti in persönlichem Kontakt.

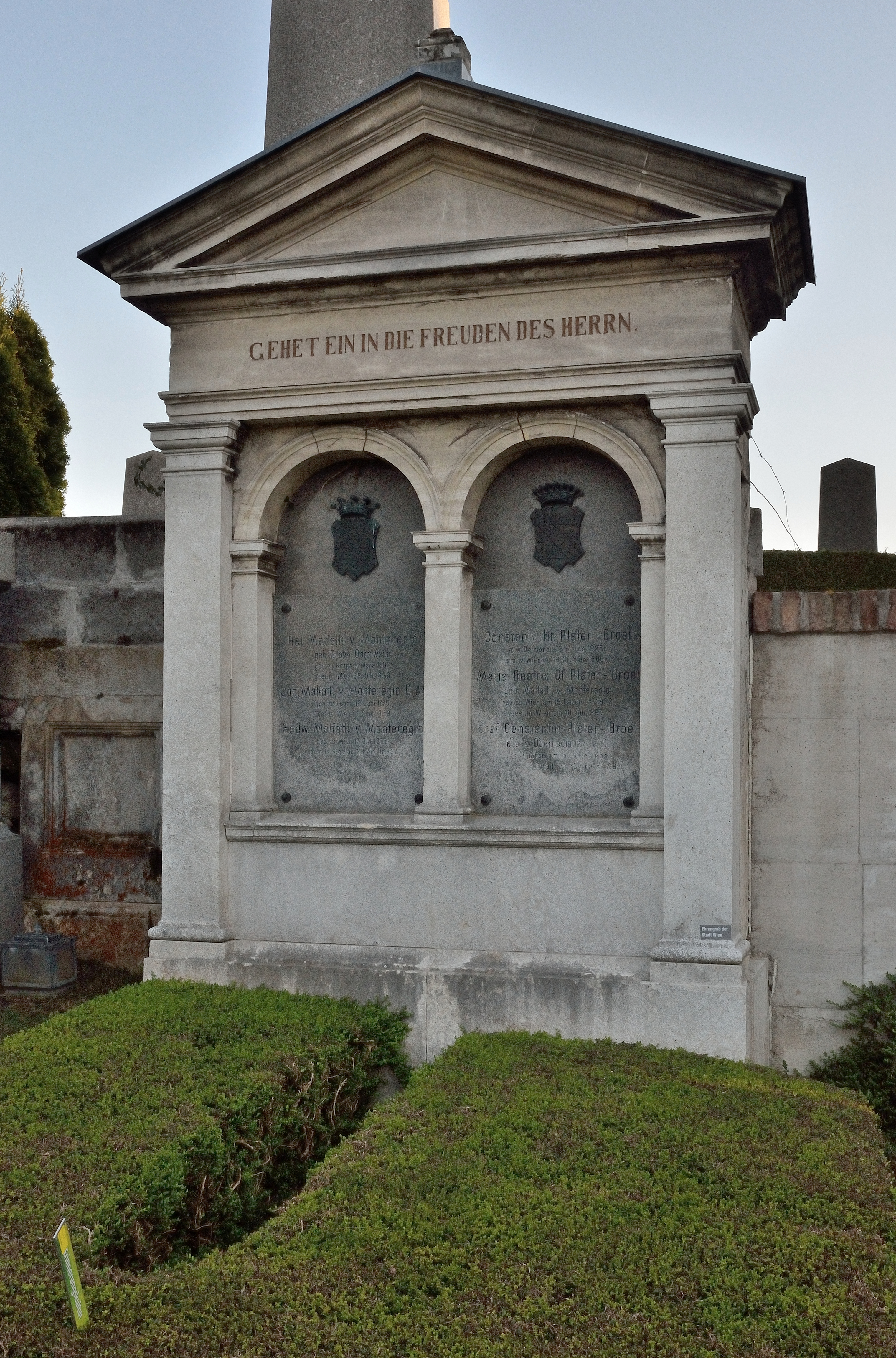
Grabmal am Hietzinger Friedhof

Er wurde in einem ehrenhalber gewidmeten Grab auf dem Hietzinger Friedhof (Gruppe 3, Nummer 5) beigesetzt. In Wien-Hietzing (13. Bezirk) sind der Malfattisteig sowie in Wien-Meidling (12. Bezirk) die Malfattigasse nach ihm benannt.

## Schriften
- Entwurf einer Pathogenie aus der Evolution und Revolution des Lebens. Wien 1809.
- Studien über Anarchie und Hierarchie des Wissens mit besonderer Beziehung auf die Medicin. Leipzig 1845, Paris 1849.
- Malfatti's neue Heilversuche: 1. Gelungene Vertilgung des grauen Staares durch eine neue äussere Heilmethode; 2. Häufige Entstehung des schwarzen Staares aus dem Raphagra. Erkenntniss und Behandlung dieser, so wie anderer (eben so oft verkannter) Krankheiten der Schedel-Suturen. Wien 1847